# 中島徳右衛門
中島 徳右衛門（なかじま とくうえもん、生没年不明）とは、江戸時代前期の漢方薬研究家、薬種商人。七味唐辛子の発明で知られる。
江戸薬研堀において漢方薬を研究していた中島徳右衛門は、七味唐辛子を考案した。1625年にからしやを創業し七味唐辛子を発売すると、瞬く間に人気を博し当時の将軍徳川家光に献上され、気に入った家光によって「徳」の字を賜っている。当時の名称は「七色唐辛子」（通称なないろ）であったという。徳右衛門が創業した薬種商は現在もやげん堀中島商店として続いている。かつて、やげん堀は七味唐辛子の代名詞として使われたと伝えられる。
徳右衛門が発明した七味唐辛子は生の唐辛子、焼いた唐辛子、芥子の実、麻の実、粉山椒、黒胡麻、陳皮の7種類の薬味（当時は薬の原材料、薬種）を混合したもので生唐辛子と焼唐辛子はそれぞれ別の産地指定するなど全薬材に産地まで調べるほどこだわったものだった。その後、全国に広まり、現在でもこの製法をベースに分量や材料を工夫したさまざまな七味唐辛子が作られている。中島徳右衛門は別名徳兵衛あるいはからしや徳右衛門などとも呼ばれる。当時は旧字体の「德」の字を使っていた。